# Bythocrotus cephalotes
Bythocrotus cephalotes är en spindelart som först beskrevs av Simon 1888.  Bythocrotus cephalotes ingår i släktet Bythocrotus och familjen hoppspindlar. Inga underarter finns listade.